# Cicurina reddelli
Cicurina reddelli là một loài nhện trong họ Dictynidae.
Loài này thuộc chi Cicurina. Cicurina reddelli được Willis J. Gertsch miêu tả năm 1992.